# Triplophysa brevicauda
Triplophysa brevicauda är en fiskart som först beskrevs av Herzenstein, 1888.  Triplophysa brevicauda ingår i släktet Triplophysa och familjen grönlingsfiskar. Inga underarter finns listade i Catalogue of Life.